# 주일선거 반대 운동
주일선거 반대 운동은 현재의 조선민주주의인민공화국 지역에서 1946년 11월 3일 일요일에 총선거가 예정되자 장로교 이북5도연합노회 등의 개신교회들이 선거참여 반대 통고문을 보내는 등의 방법으로 주일선거참여에 반대한 사건이다. 당시 북한 장로교회에서는 주일에는 반드시 하느님을 예배해야 한다는 '주일성수'(主日聖守)'전통에 따라, 일요일에는 투표에 참가하지 않겠다는 결의문을 발표했으며, 3.1절 기념예배를 강행하였다. 이 사건을 계기로 38선 이북 조선의 집권 세력인 북조선임시인민위원회, 북조선로동당과 개신교회 세력의 갈등이 표면화되고, 많은 개신교회 목사들이 검거, 투옥되었다. 강량욱 중심의 조선그리스도교연맹 측은 선거에 참가하였기에, 주일선거 반대운동은 북한 개신교 신자들이 조선민주주의인민공화국 정권 지지파와 반대파로 분열되는 결과도 낳았다.

## 참고자료
- “주일선거반대투쟁 [主日選擧反對鬪爭]|”. 코이딕. 2008년 12월 5일에 확인함. |제목=에 지움 문자가 있음(위치 1) (도움말)[깨진 링크(과거 내용 찾기)]